# Tour d'Italie 1996
Le Tour d'Italie 1996 est la 79e édition du Tour d'Italie, qui s'est élancée d'Athènes en Grèce le 18 mai 1996 et est arrivée à Milan le 9 juin. Long de 3 990 kilomètres, ce Giro a été remporté par le Russe Pavel Tonkov.

## Étapes
| Étape     | Date   | Villes étapes                      | type                        | Distance (km) | Vainqueur d'étape     | Leader du classement général |
| --------- | ------ | ---------------------------------- | --------------------------- | ------------- | --------------------- | ---------------------------- |
| 1re étape | 18 mai | Athènes – Athènes                  | étape de plaine             | 170           | Silvio Martinello     | Silvio Martinello            |
| 2e étape  | 19 mai | Éleusis – Naupacte                 | étape de plaine             | 231           | Glenn Magnusson       | Silvio Martinello            |
| 3e étape  | 20 mai | Missolonghi – Ioánnina             | étape de plaine             | 188           | Giovanni Lombardi     | Stefano Zanini               |
| 4e étape  | 22 mai | Ostuni – Ostuni                    | étape de plaine             | 147           | Mario Cipollini       | Silvio Martinello            |
| 5e étape  | 23 mai | Metaponto – Crotone                | étape de plaine             | 188           | Ángel Edo             | Silvio Martinello            |
| 6e étape  | 24 mai | Crotone – Catanzaro                | étape de montagne           | 176           | Pascal Hervé          | Pascal Hervé                 |
| 7e étape  | 25 mai | Amantea – Massiccio del Sirino     | étape de montagne           | 164           | Davide Rebellin       | Davide Rebellin              |
| 8e étape  | 26 mai | Polla – Naples                     | étape de plaine             | 135           | Mario Cipollini       | Davide Rebellin              |
| 9e étape  | 27 mai | Naples – Fiuggi                    | étape de montagne           | 184           | Enrico Zaina          | Davide Rebellin              |
| 10e étape | 28 mai | Arezzo – Prato                     | étape de montagne           | 155           | Rodolfo Massi         | Davide Rebellin              |
| 11e étape | 29 mai | Prato – Marina di Massa            | étape de plaine             | 130           | Mario Cipollini       | Davide Rebellin              |
| 12e étape | 30 mai | Aulla – Loano                      | étape de plaine             | 195           | Fabiano Fontanelli    | Davide Rebellin              |
| 13e étape | 31 mai | Loano – Prato Nevoso               | étape de montagne           | 115           | Pavel Tonkov          | Pavel Tonkov                 |
| 14e étape | 1 juin | sanctuaire de Vicoforte – Briançon | étape de montagne           | 202           | Pascal Richard        | Pavel Tonkov                 |
| 15e étape | 2 juin | Briançon – Aoste                   | étape de plaine             | 235           | Gianni Bugno          | Pavel Tonkov                 |
| 16e étape | 3 juin | Aoste – Lausanne                   | étape de montagne           | 180           | Alexander Gontchenkov | Pavel Tonkov                 |
| 17e étape | 4 juin | Lausanne – Bielle                  | étape de montagne           | 236           | Nicolaj Bo Larsen     | Pavel Tonkov                 |
| 18e étape | 5 juin | Meda – Vicence                     | étape de plaine             | 221           | Mario Cipollini       | Pavel Tonkov                 |
| 19e étape | 6 juin | Vicence – Marostica                | contre-la-montre individuel | 62            | Evgueni Berzin        | Pavel Tonkov                 |
| 20e étape | 7 juin | Marostica – col Pordoi             | étape de montagne           | 220           | Enrico Zaina          | Abraham Olano                |
| 21e étape | 8 juin | Cavalese – Aprica                  | étape de montagne           | 250           | Ivan Gotti            | Pavel Tonkov                 |
| 22e étape | 9 juin | Sondrio – Milan                    | étape de plaine             | 176           | Sergueï Outschakov    | Pavel Tonkov                 |

## Classements finals

### Classement général final
| \| Classement général \| Classement général \| Classement général \| Classement général \| Classement général \| \| Coureur \| Coureur \| Pays \| Équipe \| Temps \| \| ------------------ \| ---------------------- \| ------------------ \| --------------------------------------- \| ------------------ \| \| 1er \| Pavel Tonkov \| Russie \| Panaria-Vinavil \| 105 h 20 min 23 s \| \| 2e \| Enrico Zaina \| Italie \| Carrera Jeans \| + 2 min 43 s \| \| 3e \| Abraham Olano \| Espagne \| Mapei-GB \| + 2 min 57 s \| \| 4e \| Piotr Ugrumov \| Lettonie \| Roslotto-ZG Mobili \| + 3 min 00 s \| \| 5e \| Ivan Gotti \| Italie \| Gewiss-Playbus \| + 3 min 36 s \| \| 6e \| Davide Rebellin \| Italie \| Polti \| + 9 min 15 s \| \| 7e \| Stefano Faustini \| Italie \| Aki-Gipiemme \| + 10 min 38 s \| \| 8e \| Alexandr Shefer \| Kazakhstan \| Scrigno-Blue Storm \| + 11 min 22 s \| \| 9e \| Jean-Cyril Robin \| France \| Festina-Lotus \| + 13 min 04 s \| \| 10e \| Evgueni Berzin \| Russie \| Gewiss-Playbus \| + 14 min 41 s \| \| 11e \| Hernán Buenahora \| Colombie \| Kelme-Artiach \| + 18 min 02 s \| \| 12e \| Beat Zberg \| Suisse \| Carrera Jeans \| + 20 min 13 s \| \| 13e \| Andrei Teteriouk \| Kazakhstan \| Aki-Gipiemme \| + 25 min 08 s \| \| 14e \| Joona Laukka \| Finlande \| Festina-Lotus \| + 26 min 44 s \| \| 15e \| Paolo Lanfranchi \| Italie \| Mapei-GB \| + 26 min 56 s \| \| 16e \| Vladimir Poulnikov \| Ukraine \| TVM-Farm Frites \| + 27 min 11 s \| \| 17e \| Félix García Casas \| Espagne \| Festina-Lotus \| + 29 min 17 s \| \| 18e \| Bruno Cenghialta \| Italie \| Gewiss-Playbus \| + 29 min 17 s \| \| 19e \| Gianni Faresin \| Italie \| Panaria-Vinavil \| + 34 min 01 s \| \| 20e \| Zenon Jaskuła \| Pologne \| Brescialat-Verynet \| + 37 min 15 s \| \| 21e \| Manuel Fernández Ginés \| Espagne \| Mapei-GB \| + 37 min 55 s \| \| 22e \| Giuseppe Guerini \| Italie \| Polti \| + 39 min 13 s \| \| 23e \| Oscar Pelliccioli \| Italie \| Carrera Jeans \| + 42 min 10 s \| \| 24e \| Nelson Rodríguez \| Colombie \| Selle Italia-Gaseosas Glacial-Magniflex \| + 42 min 22 s \| \| 25e \| Carlo Finco \| Italie \| MG Boys Maglificio-Technogym \| + 49 min 06 s \| |                        |            |                                         |                   |
| |                        |            |                                         |                   |
| Source : ProCyclingStats |                        |            |                                         |                   |
| Classement général |                        |            |                                         |                   |
| Coureur | Coureur                | Pays       | Équipe                                  | Temps             |
| 1er | Pavel Tonkov           | Russie     | Panaria-Vinavil                         | 105 h 20 min 23 s |
| 2e | Enrico Zaina           | Italie     | Carrera Jeans                           | + 2 min 43 s      |
| 3e | Abraham Olano          | Espagne    | Mapei-GB                                | + 2 min 57 s      |
| 4e | Piotr Ugrumov          | Lettonie   | Roslotto-ZG Mobili                      | + 3 min 00 s      |
| 5e | Ivan Gotti             | Italie     | Gewiss-Playbus                          | + 3 min 36 s      |
| 6e | Davide Rebellin        | Italie     | Polti                                   | + 9 min 15 s      |
| 7e | Stefano Faustini       | Italie     | Aki-Gipiemme                            | + 10 min 38 s     |
| 8e | Alexandr Shefer        | Kazakhstan | Scrigno-Blue Storm                      | + 11 min 22 s     |
| 9e | Jean-Cyril Robin       | France     | Festina-Lotus                           | + 13 min 04 s     |
| 10e | Evgueni Berzin         | Russie     | Gewiss-Playbus                          | + 14 min 41 s     |
| 11e | Hernán Buenahora       | Colombie   | Kelme-Artiach                           | + 18 min 02 s     |
| 12e | Beat Zberg             | Suisse     | Carrera Jeans                           | + 20 min 13 s     |
| 13e | Andrei Teteriouk       | Kazakhstan | Aki-Gipiemme                            | + 25 min 08 s     |
| 14e | Joona Laukka           | Finlande   | Festina-Lotus                           | + 26 min 44 s     |
| 15e | Paolo Lanfranchi       | Italie     | Mapei-GB                                | + 26 min 56 s     |
| 16e | Vladimir Poulnikov     | Ukraine    | TVM-Farm Frites                         | + 27 min 11 s     |
| 17e | Félix García Casas     | Espagne    | Festina-Lotus                           | + 29 min 17 s     |
| 18e | Bruno Cenghialta       | Italie     | Gewiss-Playbus                          | + 29 min 17 s     |
| 19e | Gianni Faresin         | Italie     | Panaria-Vinavil                         | + 34 min 01 s     |
| 20e | Zenon Jaskuła          | Pologne    | Brescialat-Verynet                      | + 37 min 15 s     |
| 21e | Manuel Fernández Ginés | Espagne    | Mapei-GB                                | + 37 min 55 s     |
| 22e | Giuseppe Guerini       | Italie     | Polti                                   | + 39 min 13 s     |
| 23e | Oscar Pelliccioli      | Italie     | Carrera Jeans                           | + 42 min 10 s     |
| 24e | Nelson Rodríguez       | Colombie   | Selle Italia-Gaseosas Glacial-Magniflex | + 42 min 22 s     |
| 25e | Carlo Finco            | Italie     | MG Boys Maglificio-Technogym            | + 49 min 06 s     |

### Classements annexes finals
| Classement par points | Classement par points | Classement par points | Classement par points | Classement par points |
| Coureur               | Coureur               | Pays                  | Équipe                | Points                |
| --------------------- | --------------------- | --------------------- | --------------------- | --------------------- |
| 1er                   | Fabrizio Guidi        | Italie                | Scrigno-Blue Storm    | 235 pts               |
| 2e                    | Giovanni Lombardi     | Italie                | Polti                 | 130 pts               |
| 3e                    | Enrico Zaina          | Italie                | Carrera Jeans         | 120 pts               |
| 4e                    | Davide Rebellin       | Italie                | Polti                 | 114 pts               |
| 5e                    | Pavel Tonkov          | Russie                | Panaria-Vinavil       | 110 pts               |
| 6e                    | Abraham Olano         | Espagne               | Mapei-GB              | 109 pts               |
| 7e                    | Fabrizio Bontempi     | Italie                | Brescialat-Verynet    | 108 pts               |
| 8e                    | Zbigniew Spruch       | Pologne               | Panaria-Vinavil       | 99 pts                |
| 9e                    | Denis Zanette         | Italie                | Aki-Gipiemme          | 96 pts                |
| 10e                   | Piotr Ugrumov         | Lettonie              | Roslotto-ZG Mobili    | 88 pts                |

| Classement par points | Classement par points | Classement par points | Classement par points | Classement par points |
| Coureur               | Coureur               | Pays                  | Équipe                | Points                |
| --------------------- | --------------------- | --------------------- | --------------------- | --------------------- |
| 1er                   | Fabrizio Guidi        | Italie                | Scrigno-Blue Storm    | 235 pts               |
| 2e                    | Giovanni Lombardi     | Italie                | Polti                 | 130 pts               |
| 3e                    | Enrico Zaina          | Italie                | Carrera Jeans         | 120 pts               |
| 4e                    | Davide Rebellin       | Italie                | Polti                 | 114 pts               |
| 5e                    | Pavel Tonkov          | Russie                | Panaria-Vinavil       | 110 pts               |
| 6e                    | Abraham Olano         | Espagne               | Mapei-GB              | 109 pts               |
| 7e                    | Fabrizio Bontempi     | Italie                | Brescialat-Verynet    | 108 pts               |
| 8e                    | Zbigniew Spruch       | Pologne               | Panaria-Vinavil       | 99 pts                |
| 9e                    | Denis Zanette         | Italie                | Aki-Gipiemme          | 96 pts                |
| 10e                   | Piotr Ugrumov         | Lettonie              | Roslotto-ZG Mobili    | 88 pts                |

| Classement de la montagne | Classement de la montagne | Classement de la montagne | Classement de la montagne | Classement de la montagne |
| Coureur                   | Coureur                   | Pays                      | Équipe                    | Points                    |
| ------------------------- | ------------------------- | ------------------------- | ------------------------- | ------------------------- |
| 1er                       | Mariano Piccoli           | Italie                    | Brescialat-Verynet        | 69 pts                    |
| 2e                        | Pavel Tonkov              | Russie                    | Panaria-Vinavil           | 37 pts                    |
| 3e                        | Ivan Gotti                | Italie                    | Gewiss-Playbus            | 36 pts                    |
| 4e                        | Davide Rebellin           | Italie                    | Polti                     | 33 pts                    |
| 5e                        | Piotr Ugrumov             | Lettonie                  | Roslotto-ZG Mobili        | 29 pts                    |
| 6e                        | Rodolfo Massi             | Italie                    | Refin-Mobilvetta          | 28 pts                    |
| 7e                        | Alexander Gontchenkov     | Ukraine                   | Roslotto-ZG Mobili        | 21 pts                    |
| 8e                        | Hernán Buenahora          | Colombie                  | Kelme-Artiach             | 19 pts                    |

| Classement de la montagne | Classement de la montagne | Classement de la montagne | Classement de la montagne | Classement de la montagne |
| Coureur                   | Coureur                   | Pays                      | Équipe                    | Points                    |
| ------------------------- | ------------------------- | ------------------------- | ------------------------- | ------------------------- |
| 1er                       | Mariano Piccoli           | Italie                    | Brescialat-Verynet        | 69 pts                    |
| 2e                        | Pavel Tonkov              | Russie                    | Panaria-Vinavil           | 37 pts                    |
| 3e                        | Ivan Gotti                | Italie                    | Gewiss-Playbus            | 36 pts                    |
| 4e                        | Davide Rebellin           | Italie                    | Polti                     | 33 pts                    |
| 5e                        | Piotr Ugrumov             | Lettonie                  | Roslotto-ZG Mobili        | 29 pts                    |
| 6e                        | Rodolfo Massi             | Italie                    | Refin-Mobilvetta          | 28 pts                    |
| 7e                        | Alexander Gontchenkov     | Ukraine                   | Roslotto-ZG Mobili        | 21 pts                    |
| 8e                        | Hernán Buenahora          | Colombie                  | Kelme-Artiach             | 19 pts                    |

| Classement par équipes | Classement par équipes       | Classement par équipes | Classement par équipes |
| Équipe                 | Équipe                       | Pays                   | Temps                  |
| ---------------------- | ---------------------------- | ---------------------- | ---------------------- |
| 1re                    | Carrera Jeans                | Italie                 | 316 h 40 min 46 s      |
| 2e                     | Mapei-GB                     | Italie                 | + 2 min 33 s           |
| 3e                     | Gewiss-Playbus               | Italie                 | + 8 min 21 s           |
| 4e                     | Festina-Lotus                | France                 | + 16 min 37 s          |
| 5e                     | Polti                        | Italie                 | + 53 min 13 s          |
| 6e                     | Scrigno-Blue Storm           | Italie                 | + 1 h 04 min 05 s      |
| 7e                     | Aki-Gipiemme                 | Italie                 | + 1 h 09 min 46 s      |
| 8e                     | Roslotto-ZG Mobili           | Italie                 | + 1 h 40 min 20 s      |
| 9e                     | MG Boys Maglificio-Technogym | Italie                 | + 1 h 43 min 18 s      |
| 10e                    | Brescialat-Verynet           | Italie                 | + 2 h 07 min 37 s      |

| Classement par équipes | Classement par équipes       | Classement par équipes | Classement par équipes |
| Équipe                 | Équipe                       | Pays                   | Temps                  |
| ---------------------- | ---------------------------- | ---------------------- | ---------------------- |
| 1re                    | Carrera Jeans                | Italie                 | 316 h 40 min 46 s      |
| 2e                     | Mapei-GB                     | Italie                 | + 2 min 33 s           |
| 3e                     | Gewiss-Playbus               | Italie                 | + 8 min 21 s           |
| 4e                     | Festina-Lotus                | France                 | + 16 min 37 s          |
| 5e                     | Polti                        | Italie                 | + 53 min 13 s          |
| 6e                     | Scrigno-Blue Storm           | Italie                 | + 1 h 04 min 05 s      |
| 7e                     | Aki-Gipiemme                 | Italie                 | + 1 h 09 min 46 s      |
| 8e                     | Roslotto-ZG Mobili           | Italie                 | + 1 h 40 min 20 s      |
| 9e                     | MG Boys Maglificio-Technogym | Italie                 | + 1 h 43 min 18 s      |
| 10e                    | Brescialat-Verynet           | Italie                 | + 2 h 07 min 37 s      |

| Classement Intergiro | Classement Intergiro  | Classement Intergiro | Classement Intergiro    | Classement Intergiro |
|                      | Coureur               | Pays                 | Équipe                  | Temps                |
| -------------------- | --------------------- | -------------------- | ----------------------- | -------------------- |
| 1er                  | Fabrizio Guidi        | Italie               | Scrigno–Blue Storm      | en 59 h 36 min 45 s  |
| 2e                   | Fabrizio Bontempi     | Italie               | Brescialat              | + 15 s               |
| 3e                   | Mauro Bettin          | Italie               | Refin-Mobilvetta        | + 1 min 37 s         |
| 4e                   | Davide Bramati        | Italie               | Scrigno–Blue Storm      | + 2 min 13 s         |
| 5e                   | Abraham Olano         | Espagne              | Mapei–GB                | + 2 min 40 s         |
| 6e                   | Evgeni Berzin         | Russie               | Gewiss Playbus          | + 2 min 46 s         |
| 7e                   | Giovanni Lombardi     | Italie               | Polti                   | + 2 min 52 s         |
| 8e                   | Mariano Piccoli       | Italie               | Brescialat              | + 2 min 54 s         |
| 9e                   | Alexander Gontchenkov | Ukraine              | Roslotto-ZG Mobili      | + 3 min 22 s         |
| 10e                  | Marco Saligari        | Italie               | MG Maglificio–Technogym | + 3 min 37 s         |
| modifier             |                       |                      |                         |                      |

## Évolution des classements
Les cyclistes présents dans le tableau ci-dessous correspondent aux leaders des classements. Ils peuvent ne pas correspondre au porteur du maillot.
| Étape (Vainqueur)               | Classement général | Classement par point | Classement de la montagne | Classement par équipes |
| ------------------------------- | ------------------ | -------------------- | ------------------------- | ---------------------- |
| 1re étape Silvio Martinello     | Silvio Martinello  | Silvio Martinello    | Fabiano Fontanelli        | Scrigno                |
| 2e étape Glenn Magnusson        | Silvio Martinello  | Stefano Zanini       | Fabiano Fontanelli        | Scrigno                |
| 3e étape Giovanni Lombardi      | Stefano Zanini     | Stefano Zanini       | Fabiano Fontanelli        | Panaria                |
| 4e étape Mario Cipollini        | Silvio Martinello  | Silvio Martinello    | Fabiano Fontanelli        | Scrigno                |
| 5e étape Ángel Edo              | Silvio Martinello  | Silvio Martinello    | Fabiano Fontanelli        | Panaria                |
| 6e étape Pascal Hervé           | Pascal Hervé       | Silvio Martinello    | Fabiano Fontanelli        | Saeco                  |
| 7e étape Davide Rebellin        | Davide Rebellin    | Silvio Martinello    | Fabiano Fontanelli        | Polti                  |
| 8e étape Mario Cipollini        | Davide Rebellin    | Silvio Martinello    | Fabiano Fontanelli        | Polti                  |
| 9e étape Enrico Zaina           | Davide Rebellin    | Silvio Martinello    | Fabiano Fontanelli        | Polti                  |
| 10e étape Rodolfo Massi         | Davide Rebellin    | Silvio Martinello    | Fabiano Fontanelli        | Gewiss                 |
| 11e étape Mario Cipollini       | Davide Rebellin    | Silvio Martinello    | Fabiano Fontanelli        | Gewiss                 |
| 12e étape Fabiano Fontanelli    | Davide Rebellin    | Fabrizio Guidi       | Fabiano Fontanelli        | Gewiss                 |
| 13e étape Pavel Tonkov          | Pavel Tonkov       | Silvio Martinello    | Mariano Piccoli           | Gewiss                 |
| 14e étape Pascal Richard        | Pavel Tonkov       | Fabrizio Guidi       | Mariano Piccoli           | Carrera                |
| 15e étape Gianni Bugno          | Pavel Tonkov       | Fabrizio Guidi       | Mariano Piccoli           | Carrera                |
| 16e étape Alexander Gontchenkov | Pavel Tonkov       | Fabrizio Guidi       | Mariano Piccoli           | Carrera                |
| 17e étape Nicolai Bo Larsen     | Pavel Tonkov       | Fabrizio Guidi       | Mariano Piccoli           | Carrera                |
| 18e étape Mario Cipollini       | Pavel Tonkov       | Fabrizio Guidi       | Mariano Piccoli           | Carrera                |
| 19e étape Evgueni Berzin        | Pavel Tonkov       | Fabrizio Guidi       | Mariano Piccoli           | Gewiss                 |
| 20e étape Enrico Zaina          | Abraham Olano      | Fabrizio Guidi       | Mariano Piccoli           | Carrera                |
| 21e étape Ivan Gotti            | Pavel Tonkov       | Fabrizio Guidi       | Mariano Piccoli           | Carrera                |
| 22e étape Sergueï Outschakov    | Pavel Tonkov       | Fabrizio Guidi       | Mariano Piccoli           | Carrera                |
| Final                           | Pavel Tonkov       | Fabrizio Guidi       | Mariano Piccoli           | Carrera                |

## Liste des coureurs
| Mapei | Aki-Safi | Brescialat |
| - 01. Abraham Olano - 02. Adriano Baffi - 03. Manuel Beltrán - 04. Gianluca Bortolami - 05. Giuseppe Di Grande - 06. Manuel Fernández Ginés - 07. Daniele Nardello - 08. Andrea Noè - 09. Paolo Lanfranchi              | - 11. Dimitri Konyshev - 12. Giuseppe Citterio - 13. Michelangelo Cauz - 14. Stefano Faustini - 15. Gianluca Gorini - 16. Erwann Menthéour - 17. Andrei Teteriouk - 18. Franco Vona - 19. Denis Zanette               | - 21. Zenon Jaskuła - 22. Mariano Piccoli - 23. Fabrizio Bontempi - 24. Marco Milesi - 25. Massimo Strazzer - 26. Marco Velo - 27. Marco Della Vedova - 28. Daniele Contrini - 29. Fausto Dotti                             |
| Carrera | Ceramiche Panaria-Vinavil | Festina |
| - 31. Claudio Chiappucci - 32. Enrico Zaina - 33. Beat Zberg - 34. Oscar Pelliccioli - 35. Sergio Barbero - 36. Marco Artunghi - 37. Stefano Checchin - 38. Filippo Simeoni - 39. Mario Traversoni                      | - 41. Pavel Tonkov - 42. Wladimir Belli - 43. Davide Bramati - 44. Roberto Conti - 45. Gianni Faresin - 46. Alessio Galletti - 47. Marco Serpellini - 48. Gabriele Missaglia - 49. Zbigniew Spruch                    | - 51. Bruno Boscardin - 52. Félix García Casas - 53. Pascal Hervé - 54. Stephen Hodge - 55. Jean-Cyril Robin - 56. Juan Rodrigo Arenas - 57. Lylian Lebreton - 58. Joona Laukka - 59. David Plaza                           |
| Gewiss | Selle Italia | Kelme |
| - 61. Evgueni Berzin - 62. Gabriele Colombo - 63. Stefano Zanini - 64. Ermanno Brignoli - 65. Bruno Cenghialta - 66. Ivan Gotti - 67. Alberto Volpi - 68. Andrea Brognara - 69. Davide Perona                           | - 71. Nélson Rodríguez - 72. Henry Cárdenas - 73. Ángel Yesid Camargo - 74. Cello Roncancio - 75. Álvaro Sierra - 76. Roberto Caruso - 77. Nicola Miceli - 78. Stefano Giraldi - 79. Jacques Jolidon                  | - 81. Laudelino Cubino - 82. Hernán Buenahora - 83. Juan Carlos Domínguez - 84. Ángel Edo - 85. José Ángel Vidal - 86. Quintino Rodrigues - 87. José Sanchez de la Rocha - 88. Ignacio García Camacho - 89. Leon Giner Blas |
| Maglificio MG | MX Onda | Ceramiche Refin-Mobilvetta |
| - 91. Gianni Bugno - 92. Stefano Casagranda - 93. Michele Coppolillo - 94. Carlo Finco - 95. Fabiano Fontanelli - 96. Angelo Lecchi - 97. Nicola Loda - 98. Pascal Richard - 99. Marco Saligari                         | - 101. Marcel Wüst - 102. Tom Cordes - 103. Claus Michael Møller - 104. Francisco Cerezo - 105. German Nieto - 106. Jose Luis Santamaria - 107. Alfredo Irusta - 108. Antonio Miguel Díaz - 109. José Manuel Uría     | - 111. Djamolidine Abdoujaparov - 112. Felice Puttini - 113. Rodolfo Massi - 114. Cristian Salvato - 115. Leonardo Piepoli - 116. Heinz Imboden - 117. Mauro Bettin - 118. Sergei Uslamin - 119. Assiat Saitov              |
| Roslotto | Saeco | Amore e Vita |
| - 121. Piotr Ugrumov - 122. Alexander Gontchenkov - 123. Daniele Sgnaolin - 124. Marco Zen - 125. Mario Manzoni - 126. Stefano Cattai - 127. Vassili Davidenko - 128. Viatcheslav Djavanian - 129. Alexei Sivakov       | - 131. Mario Cipollini - 132. Francesco Casagrande - 133. Giorgio Furlan - 134. Silvio Martinello - 135. Mario Scirea - 136. Massimo Donati - 137. Dario Frigo - 138. Roberto Petito - 139. Giuseppe Calcaterra       | - 141. Riccardo Forconi - 142. Andrea Patuelli - 143. Glenn Magnusson - 144. Dario Andriotto - 145. Maurizio De Pasquale - 146. Roberto Pelliconi - 147. Marco Vergnani - 148. Nicolai Bo Larsen - 149. Michelle Laddomada  |
| Scrigno | Polti | TVM |
| - 151. Mirko Rossato - 152. Fabrizio Guidi - 153. Filippo Casagrande - 154. Francesco Secchiari - 155. Andrea Vatteroni - 156. Davide Casarotto - 157. Alexandr Shefer - 158. Cristian Gasperoni - 159. Amilcare Tronca | - 161. Dirk Baldinger - 162. Mirko Crepaldi - 163. Mauro Gianetti - 164. Giuseppe Guerini - 165. Giovanni Lombardi - 166. Sergueï Outschakov - 167. Gianluca Pianegonda - 168. Davide Rebellin - 169. Georg Totschnig | - 171. Lars Kristian Johnsen - 172. Steffen Kjærgaard - 173. Stéphane Pétilleau - 174. Vladimir Poulnikov - 175. Laurent Roux - 176. Hendrik Redant - 177. Jesper Skibby - 178. Niels van der Steen - 179. Martin van Steen |